# Jupitersymfonie (hoorspel van Rolf Schneider)
Jupitersymfonie is een hoorspel van Rolf Schneider. Jupiter-Sinfonie werd op 10 juni 1962 door de Rundfunk der DDR uitgezonden. C. Denoyer vertaalde het en de VARA zond het uit op woensdag 19 december 1973 (met een herhaling op woensdag 21 augustus 1974). De regisseur was Ad Löbler. Het hoorspel duurde 52 minuten.

## Rolbezetting
- Hans Veerman (de regisseur)
- Huib Orizand (A)
- Willy Brill (B)
- Frans Somers (C)
- Hans Karsenbarg (D)
- Gerrie Mantel (E)

## Inhoud
Een oude man bezoekt voor het eerst in zijn leven een concert met klassieke muziek. Een jongeman uit zijn bedrijf had hem de kaart geschonken. Aanvankelijk voelt hij zich helemaal niet op zijn plaats, maar bij het horen van de muziek merkt hij, dat hij gelijktijdig kan luisteren en zijn gedachten de vrije loop kan laten. Zo trekt zijn hele leven aan hem voorbij: zijn eenzame avonden in de herberg, het arme ouderlijke huis, zijn in de oorlog gevallen zoon, zijn vroeg gestorven vrouw. Achteraf stelt hij vast, dat - hoewel hij eerst helemaal niet naar het concert wilde gaan - deze avond aan hem toebehoort...